# Ignacio Urquizu
Ignacio Urquizu Sancho, né le 21 novembre 1978, est un homme politique espagnol membre du Parti socialiste ouvrier espagnol (PSOE).
Il est élu député de la circonscription de Teruel lors des élections générales de décembre 2015.

## Biographie

### Vie privée
Il est divorcé et père de deux enfants.

### Docteur en sociologie
Il réalises ses études à l'université complutense de Madrid où il obtient une licence en sciences politiques puis un doctorat européen en sociologie assorti d'un prix extraordinaire grâce à une thèse sur les « conséquences politiques d'un gouvernement de coalition ». Il est membre de l'institut Juan March. Ayant choisi d'enseigner dans le monde académique, il est notamment professeur à l'université de l'Essex, à l'université ouverte de Catalogne, à l'université sévillane Pablo de Olavide et à l'université complutense de Madrid. Il a été professeur visitant à l'université Harvard de Boston et a effectué des recherches à l'Institut universitaire européen.
Il a été sous-directeur chargé des études liées au progressisme à la Fondation Alternativas. Entre janvier et mai 2015, il coordonne le séminaire d'analyse politique de Metroscopia ; l'un des principaux instituts de sondage en Espagne. Il contribue régulièrement avec le quotidien El País et le site Eldiario.es en publiant des articles d'opinion.

### Député régional
Il adhère au PSOE en 1999 et devient membre du comité exécutif régional de la fédération aragonaise en 2012 en tant que secrétaire à la Formation, sous la direction de Javier Lambán. Il est investi en troisième position sur la liste présentée par le parti dans la circonscription autonomique de Teruel à l'occasion des élections aragonaises de mai 2015. Il est élu député aux Cortes d'Aragon avec trois autres de ses collègues après que le parti a remporté 21,98 % des voix dans la démarcation électorale. Membre de la commission du Développement rural et de la Durabilité, il intègre celle du Règlement et du Statut des députés ainsi que celle de l'Organisation du territoire, de la Mobilité et du Logement. Il est, en outre, membre suppléant de la députation permanente.

### Un bref mandat de sénateur
Lors des élections générales de novembre 2011, il est investi premier suppléant d'Antonio Arrufat, tête de la liste sénatoriale du parti. Avec la nomination de celui-ci comme délégué de l'exécutif régional dans la province de Teruel en septembre 2015,, Urquizu devient sénateur pour les deux mois restant à accomplir de la Xe législature et démissionne de son mandat parlementaire régional où il est remplacé par Herminio Sancho. Il est alors choisi par ses pairs pour exercer les fonctions de deuxième vice-président de la commission de l'Agriculture, de la Pêche et de l'Alimentation.

### Député national
Lors des élections législatives de décembre 2015, il est chargé de conduire la liste du parti dans la circonscription de Teruel,. Au soir du scrutin, sa liste remporte 19 938 voix (25,66 % des suffrages exprimés) et un mandat de député. Ainsi élu à la chambre basse des Cortes Generales, il intègre la commission du Règlement en tant que porte-parole adjoint et exerce les responsabilités de porte-parole titulaire à la commission de l'Éducation et du Sport.
Candidat à un nouveau mandat lors du scrutin anticipé de juin 2016, il conserve son mandat au palais des Cortès après avoir remporté le soutien de 26,33 % des électeurs. Il conserve alors l'intégralité de ses attributions parlementaires.

### Congrès fédéral de 2017
Favorable à l'abstention du PSOE dans le but de laisser le président du gouvernement sortant Mariano Rajoy former un gouvernement minoritaire et ainsi éviter la tenue de troisièmes élections législatives en moins d'un an, sa présence médiatique est renforcée au point d'apparaitre comme une troisième voix entre les options défendues par l'ancien secrétaire général fédéral Pedro Sánchez et la présidente andalouse Susana Díaz. Certaines sources proches de l'ancien président du gouvernement José Luis Rodríguez Zapatero parlent même de « plan B » dans le cas où Díaz ne se présenterait pas. Il est désigné membre du comité des experts chargé de préparer le programme politique et les grandes orientations du parti sous l'égide du député de Biscaye, Eduardo Madina. L'une de ses idées phares consiste à modifier le vote d'investiture du président du gouvernement pour le calquer sur le modèle utilisé au Pays basque et selon lequel il n'est pas possible de voter contre au second tour du scrutin.
Cependant, il annonce le 10 février 2017 qu'il ne se présentera pas aux primaires prévues pour le mois de mai suivant et soutient activement la présidente andalouse. Lors d'un meeting avec Juan Pablo Durán à Baena, il défend que le « Parti socialiste peut devenir la référence de la social-démocratie européenne grâce à Susana Díaz » ; dans les Asturies, il indique que « seule Díaz peut garantir la stabilité du PSOE ».
La facile victoire de Sánchez — s'imposant à la majorité absolue des voix des militants — lors des primaires antérieures au 39e congrès fédéral rebat les cartes du jeu et notamment les postes d'importance au sein du groupe parlementaire. En signe de représailles, il est relégué au dernier rang de l'hémicycle du Congrès et démis de ses fonctions de porte-parole titulaire. Il devient alors porte-parole adjoint à la commission de la Culture et est choisi premier président de la commission de la Sécurité routière et des Déplacements durables.